# Homalocladium
Homalocladium é um gênero botânico da família Polygonaceae.

## Espécies
- Homalocladium platycladum